# Osinj
Osinj je nenaseljeni otočić u hrvatskom dijelu Jadranskog mora. Nalazi se na ušću Male Neretve (rukavca Neretve) pored mjesta Blace. Najveći je u skupini koju još osim njega čine otočići Gubavac, Magarećak i Mali Školjić. Dug je oko 1 km, a na njemu su tri uzvisine: Gradina (76 m), Uplov i Kabo (43 m). Često je u srednjovjekovnim izvorima dubrovačkog arhiva spominjan kao scolium Ossini ili scopulum Ussigni, a u tiskanim djelima Osign prvi put spominje dubrovački benediktinac i mljetski opat Mavro Orbini (u poznatom djelu Il Regno degli Slavi (Kraljevstvo Slavena, Pesaro, 1601).

## Povijest otoka
Vrlo je vjerojatno da je Osinj bio naseljen već u rimsko doba. Za vrijeme vladavine bizantskog cara Justinijana I. Velikoga bila je podignuta utvrda čija je svrha bila zaštita i nadzor bizantskih posjeda na istočnoj obali Jadrana. Tijekom srednjega vijeka otok je bio važno uporište te kao takav predmet čestih sukoba interesa Mletačke Republike, Dubrovnika i domaće vlastele u 15. stoljeću. Bio je u posjedu Stjepana Vukčića-Kosače koji ga je utvrdio, ali su te utvrde Dubrovčani porušili 1450. Hrvatski plemići Jurjević-Vlatkovići oko 1470. ponovno su ga utvrdili uz pomoć Dubrovčana. Nakon osmanske okupacije sljedeća dva stoljeća utvrde su propadale. Nakon oslobođenja Neretvanske krajine od Osmanlija 1688. i Osinj je došao u sastav Mletačke Republike koja ga je 1744. dala u posjed plemićkoj obitelji Nonković, a njezini su ga članovi prodali seljacima iz Blaca.

## Sakralni objekti na Osinju
Osim bizantske utvrde podignute u 6. stoljeću, na otoku su pronađeni ostatci crkve i franjevačkoga samostana. Na utvrde je prvi ukazao don Radovan Jerković, svećenik i povjesničar. Obišao je lokalitet te napravio skicu tlocrta utvrde i crkve unutar nje. Crkvu je smatrao starijom od utvrde i pripisao je ranokršćanskom dobu. Rezultate toga rada objavio je 1942. u sarajevskom Napretku.
Ruševine je 5. rujna 1963. obišao fra Karlo Jurišić zajedno s fra Antom Sekelezom (tadašnjim dekanom i župnikom Metkovića) i don Jurom Narančom (tadašnjim župnikom Slivna). Tom prigodom Jurišić je zapisao: U šumici na maloj ravnici našao sam staru crkvicu s pročeljem prema jugu, koja s apsidom ima ove dimenzije: duga 9,50 m, široka 5,70 m, visoka oko 4. m. Zvonik na preslicu pao na tle. Krasan kameniti portal, ali vrata nema. Crkvica je pokrivena kamenitim svodom s gotičkim lukom. U obloj apsidi jedan oltarić. Inače unutrašnjost crkvice sasvim zapuštena, upravo nedostojna. S jugozapadne strane s crkvom su povezane ruševine jedne građevine, koja je bila duga 15 m, široka u gornjem dijelu 4,30 m, a u donjem 5,30 m. Građevina je u prizemlju imala tri prostorije, od kojih su dvije sjeverne bile pokrivene s crkvom na jednu vodu, dok je južna građevina imala jedan kat. Narod zapuštenu crkvicu zove "Crkva sv. Ivana na Osinju". Jurišić navodi dalje da arhitektura i neki drugi arhivski izvori sigurno govore za veliku starost crkvice sv. Ivana, kao i za postojanje malog franjevačkog samostana uz tu crkvicu barem kratko vrijeme u 16. stoljeću. Arhitektura crkvice s gotičkim svodom, portalom i nad njim polukružnom lunetom svjedoči da je crkvica sv. Ivana na Osinju građena doista svršetkom 14. ili početkom 15. st. Biskup fra Dominik Andrijašević 1629. g. u izvještaju Propagandi o tzv. "stjepanskoj biskupiji" spominje na Osinju "prekrasnu crkvu građenu na svod, koju su Turci oštetili, a zove se Sveti Ivan." Ruševine zgrade, koja je funkcionalno vezana uz crkvu, najočitije svjedoče, da je tu u dalekoj prošlosti bilo prebivalište neke redovničke zajednice. Naši uvaženi povjesničari fra Stjepan Zlatovcić, fra Dominik Mandić i dr. smatraju da su se franjevci sklonili na otok Osinj u doba turske vladavine oko 1563. poslije negoli su im bili porušeni samostani u unutrašnjosti Hercegovine. Međutim, boravak sinova sv. Franje na Osinju nije bio ni miran ni dugotrajan, jer su im Turci i to malo gnijezdo doskora uništili.
U pismohrani franjevačkog samostana u Zaostrogu nalazi se listina pisana 1570. hrvatskom ćirilicom koja svjedoči da su Turci 15. lipnja 1570. spalili samostan sv. Luke i Marka na Osinju. Tom prigodom su ubili fra Petra Grubkovića, jednog laika odveli u ropstvo, te ranili samostanskog vikara fra Nikolu Kežića koji je od ozljeda uskoro preminuo. Samostan više nikada nije bio obnavljan, a u crkvi sv. Ivana je, uz prekide, bogoslužje vršeno sve do 1911.
Fra Petar Sikavica (tadašnji župnik župe Plina Stablina) je 1980. pristupio obnovi crkve Sv. Ivana, pod nadzorom stručnjaka Regionalnog zavoda. Tom prilikom uočeni su ugrađeni starokršćanski ulomci pluteja i pilastra oltarne pregrade, stupova te kamenih posuda za koje je zaključeno da potječu iz utvrde na vrhu brežuljka. Uočeni su i ostatci zidova više građevina, a na središnjem ostatci starokršćanske crkve. Bila je to jednobrodna građevina s narteksom i istaknutom polukružnom apsidom, s vanjske strane ojačanom kontraforima između kojih su prozorski otvori koji su sačuvani gotovo u punoj visini. Nalazi su potvrdili da je u pitanju bizantska crkva i utvrda iz 6. stoljeća. Otkriveni su i mnogi ostatci namještaja koji su spojeni sa spolijima iz crkve sv. Ivana te omogućili rekonstrukciju oltarne pregrade.
U crkvi se danas bogoslužje povremeno služi, a cijeli se kompleks nalazi na popisu zaštićenih kulturnih dobara Republike Hrvatske.

## Zaštita
Pod oznakom Z-7574 zaveden je pod vrstom "nepokretno kulturno dobro - pojedinačno", pravna statusa zaštićena kulturnog dobra, klasificirano kao "kopnena arheološka zona/nalazište".

## Vanjske poveznice
- Rade Jerković: Otok Osinj na ušću Neretve  Arhivirana inačica izvorne stranice od 16. veljače 2017. (Wayback Machine) Kalendar Napredak, 1. siječnja 1942.